# Magdalena Habdas
Magdalena Habdas (ur. 1973) – polska prawnik i filolog angielski, nauczyciel akademicki, radca prawny, doktor habilitowany nauk prawnych, nauczyciel akademicki na Wydziale Prawa i Administracji Uniwersytetu Śląskiego, specjalistka w zakresie prawa cywilnego.

## Życiorys
W 2002 na Wydziale Prawa i Administracji UŚl na podstawie napisanej pod kierunkiem Stanisławy Kalus rozprawy pt. Przedsiębiorstwo jako przedmiot stosunków prawnorzeczowych uzyskała stopień naukowy doktora nauk prawnych w zakresie prawa, specjalność: prawo cywilne. Została adiunktem na tym wydziale. W 2013 Rada Wydziału Prawa i Administracji Uniwersytetu im. Adama Mickiewicza w Poznaniu na podstawie dorobku naukowego oraz monografii pt. Publiczna własność nieruchomości nadała jej stopień naukowy doktora habilitowanego nauk prawnych w zakresie prawa.
Wykonuje zawód radcy prawnego.

## Wybrane publikacje
- Property and trust law in Poland (2015)
- Publiczna własność nieruchomości (2012)
- Publiczna własność - zagadnienia dyskusyjne dotyczące własności nieruchomości (2009)
- Przedsiębiorstwo jako przedmiot stosunków prawnorzeczowych (2007)[1]